# Gaberlunzie
Gaberlunzie  /ɡæbərˈlʌnji/ es una palabra escocesa medieval que designa a  un mendigo con licencia. El nombre puede derivar de la billetera que llevaban esas personas, pero no hay otra derivación conocida. La palabra aparece en varios de los libros de Sir Walter Scott.
Los gaberlunzies también eran conocidos como King's Bedesmen o gouns azules (los vestidos formaban parte de las limosnas dadas por el monarca). Scott da cuenta de las costumbres y de los bedesmen particulares que conocía en la introducción de The Antiquary.
El escocés Donald Farfrae usa la palabra en The Mayor of Casterbridge de Thomas Hardy: "¡No hay nieve perpetua ni lobos en él! —Excepto nieve en invierno y —bueno— un poco en verano a veces, y un 'gaberlunzie' o dos acechando aquí y allá, si se les puede llamar peligrosos".
La palabra también aparece en las novelas de la serie Aubrey-Maturin de Patrick O'Brian: Treason's Harbour y The Hundred Days.
La palabra también se menciona en la serie Outlander - Episodio 8 de la Temporada 1. Un personaje con el nombre de Hugh Munro porta muchas fichas en su pecho, lo que le otorga permiso para mendigar en diferentes parroquias escocesas.
Se puede escribir gaberlunyie, ya que la z era originalmente un yogh.
Hay un dúo de folk escocés del mismo nombre, que ha actuado desde principios de la década de 1970.